# Kettingpapier

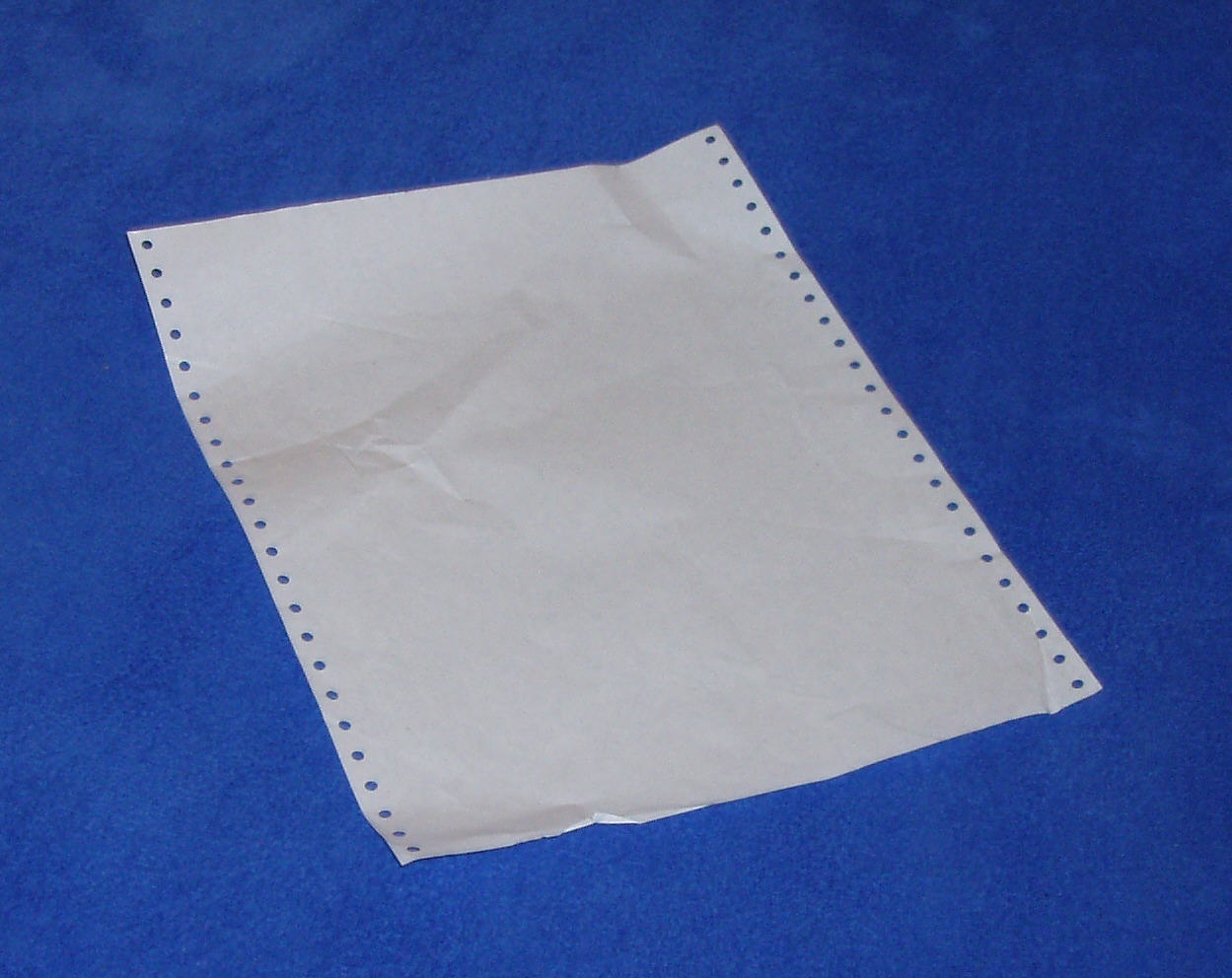
Afgescheurd stuk kettingpapier

Kettingpapier is een rol of stapel papier, waarvan de bladen aan elkaar vastzitten en los van elkaar kunnen worden gemaakt door deze af te scheuren langs een geperforeerde lijn. 
Kettingpapier heeft ook vaak randen met gaten (zoals op de foto te zien is). Ook deze randen kunnen via een geperforeerde lijn worden verwijderd. Met deze "gatenranden" wordt het papier door middel van tandwieltjes door de printer (meestal een matrixprinter) getrokken. 
Wanneer een doorslag (carbonkopie) van de afdruk nodig is, wordt (meerlagig en meestal ook meerkleurig) kettingpapier gebruikt, meestal in combinatie met een matrixprinter. In plaats van meerdere afdrukken van hetzelfde bestand te moeten maken volstaat één afdruk omdat de kopieën er meteen bij zitten. Bijvoorbeeld bij leveringsbonnen en autoverhuurcontracten. De handtekening van de klant komt zo ook meteen op alle kopieën.
Dit papier heeft soms aan een zijde een afwisselend streeppatroon van twee verschillende kleuren, zodat de afzonderlijke regels goed te onderscheiden zijn. 
Kettingpapier wordt gebruikt voor onder andere:
- Kassabonnen
- Printerpapier, voornamelijk voor matrixprinters
- Papier voor elektrocardiogram (ecg)-uitdraaien
- Kladblokken
- Afdrukken waar een kopie nodig is

Belangrijke eigenschappen voor dit papier zijn de sterkte van het papier en de vormstabiliteit. Zowel de perforatie voor het voortbewegen van het papier als de perforatie voor het afscheuren van het blad als ook de randperforatie is essentieel voor de kwaliteit van het papier.